# Grube Adolfsburg
Die Grube Adolfsburg war eine Braunkohlegrube bei Emmerzhausen in der Nähe von Daaden im Westerwälder Braunkohlerevier.

## Geschichte
Nach dem Fund von Braunkohlevorkommen am Stegskopf wurde 1846 mit dem Bau eines Stollens begonnen, in dem man nach 130 m Länge im Mai 1847 auf das 1,5–2 m mächtige Flöz stieß. Das Grubenfeld Adolfsburg wurde bereits am 23. März 1847 gemutet. Bei der Verleihung waren der Muter, Lehnträger und Schichtmeister Daniel Schweitzer, die Gewerken Peter Schweitzer, Garl Nickol, Ghristian Brand, Friedrich Schweitzer und Peter Scheel aus Daaden, der Gewerke Peter Heidrich aus Emmerzhausen und Förster Adolph Kraupe aus Daaden anwesend. Nachdem die Grube in den 1850er Jahren ihre Blütezeit hatte, wurde der Betrieb 1872 wieder eingestellt. Grund für die Stilllegung war die mangelnde Konkurrenzunfähigkeit zur Steinkohle aus dem Ruhrgebiet.
1903 wurde die Grube erneut verliehen und die zweite Betriebszeit, die allerdings nur bis 1911 andauern sollte, eingeläutet. Ein Tiefer Stollen wurde 650 m in den Berg getrieben, bei 520 m traf er 1905 auf das Flöz, das hier eine Mächtigkeit von 2,5 bis 3 m hatte. Im selben Jahr wurde ein Maschinenschacht abgeteuft. Dieser soll mindestens 64,71 m tief gewesen sein, andere Quellen sprechen von 78 m. Bis zur erneuten Betriebseinstellung im Jahr 1911 wurden mit 6–10 Belegschaftsmitgliedern ca. 1500–1600 t Braunkohle gefördert. Nach der Stilllegung folgte die Verpachtung an Schmiedemeister Gustav Mudersbach aus Emmerzhausen. Doch bereits 1913 und 1915 wechselte die Grube wieder ihren Besitzer, zuletzt zur Fa. Ernst Giebeler aus Siegen.
In den 1920er Jahren wurde im Tiefen Stollen bei 380 m Länge ein 150 m langer Querschlag angelegt. Die erreichten Flöze hatten eine Mächtigkeit von 1 bis 5 m. Am 10. Januar 1921 wurde durch einen Unfall ein Bergmann in der Grube getötet. 1922 arbeiteten 14 Bergleute in der Grube, 1923 waren es nur noch elf, ein Jahr später bereits wieder 15. Zwischen 1920 und der erneuten Stilllegung der Grube im Jahr 1924 wurden 5488 t Braunkohle gefördert. 1929 wurden 100 m Länge des Tiefen Stollens für den Bau einer Grubenbahn abgetragen. Fortan wurde allerdings nur Versuchsarbeiten gemacht, am 12. Juli 1934 kam dabei ein Bergmann ums Leben.
Nach dem Krieg waren die Rohstoffe knapp, so suchte man am Stegskopf wieder nach Kohlevorkommen. Im Herbst 1945 wurde die Grube an Fa. Michel und Schupp KG aus Struthütten und ein Neuer Stollen wurde angelegt. Dieser erreichte folgende Längen:
- Januar 1946: 25 m
- März 1946: 46 m
- Mai 1946: 96 m
- Juli 1946: 131 m
- Dezember 1946: 250 m
- Dezember 1947: 400 m

Der Stollen wurde ca. 250 m westlich des Tiefen Stollens angelegt. 1946 waren bis zu 18 Leute in der Grube beschäftigt. Im Dezember 1946 wurde ein Sprengstoffraum eingerichtet. 1948 folgte die Stilllegung der Grube, zuletzt wurden von 21 Belegschaftsmitgliedern 125 t Braunkohle aus den 0,5–1,5 m mächtigen Vorkommen gefördert.

### Förderung
Die Gesamtförderung lag bei ca. 18.000 t Braunkohle.
| Jahr(e) | Förderung |
| ------- | --------- |
| 1847    | 82 t      |
| 1850    | 91 t      |
| 1851    | 143 t     |
| 1852    | 738 t     |
| 1853    | 628 t     |

| Jahr(e) | Förderung |
| ------- | --------- |
| 1854    | 780 t     |
| 1855    | 1442 t    |
| 1856    | 1068 t    |
| 1857    | 357 t     |
| 1858    | 606 t     |

| Jahr(e) | Förderung |
| ------- | --------- |
| 1859    | 364 t     |
| 1860    | 605 t     |
| 1861    | 502 t     |
| 1862    | 427 t     |
| 1863    | 472 t     |

| Jahr(e) | Förderung  |
| ------- | ---------- |
| 1867    | 284 t      |
| 1871    | 103 t      |
| 1903–11 | ca. 1550 t |
| 1920–24 | 5488 t     |
| 1948    | 125 t      |